# Olde Lauwers
De Olde Lauwers (Fries: Alde Lauwers), tot 2007 Oude Lauwers genoemd, is de benaming voor het niet-gekanaliseerde deel van de Lauwers in het gebied tussen Visvliet en Pieterzijl. Volgens Google Maps behoort de Friese naam Alde Lauwers ook tot het eerste stuk van de Lauwers (zie aldaar), van zijn bron in Surhuisterveen tot aan de Prinses Margrietkanaal in Stroobos.

## Loop
De Olde Lauwers start iets ten noorden van Visvliet, waar de Lauwers zich opsplitst in de naar het noordwesten stromende Oude Lauwers en het naar het noordoosten stromende, in de 15e eeuw gegraven, Zijldiep. De Olde Lauwers volgt met een ruime bocht naar het westen -net als de rest van de Lauwers- de grens van Groningen (gemeente Westerkwartier) met Friesland (gemeente Kollumerland en Nieuwkruisland). Het Groningse gebied vormt onderdeel van de polders Polder Lauwers Grijpskerk en Polder Wiersma. Iets ten noorden van de splitsing staat de Olde Lauwers in verbinding met de tussen 2004 en 2006 gegraven opvaart naar de haven 'De Dwinger' van Burum. Wat noordelijker staat de Olde Lauwers in verbinding met de Keegensterried. Nog wat noordelijker ligt aan de Olde Lauwers het Friese gehucht De Leegte (De Leechte). Langs een groot deel van de Olde Lauwers zijn natuurvriendelijke oevers aangelegd; langs de westzijde in het zuiden en langs de oostzijde ten noorden van De Leegte. Ten noorden van Pieterzijl stromen de Olde Lauwers en het Zijldiep weer samen tot de Lauwers.

De Olde Lauwers bij De Leegte
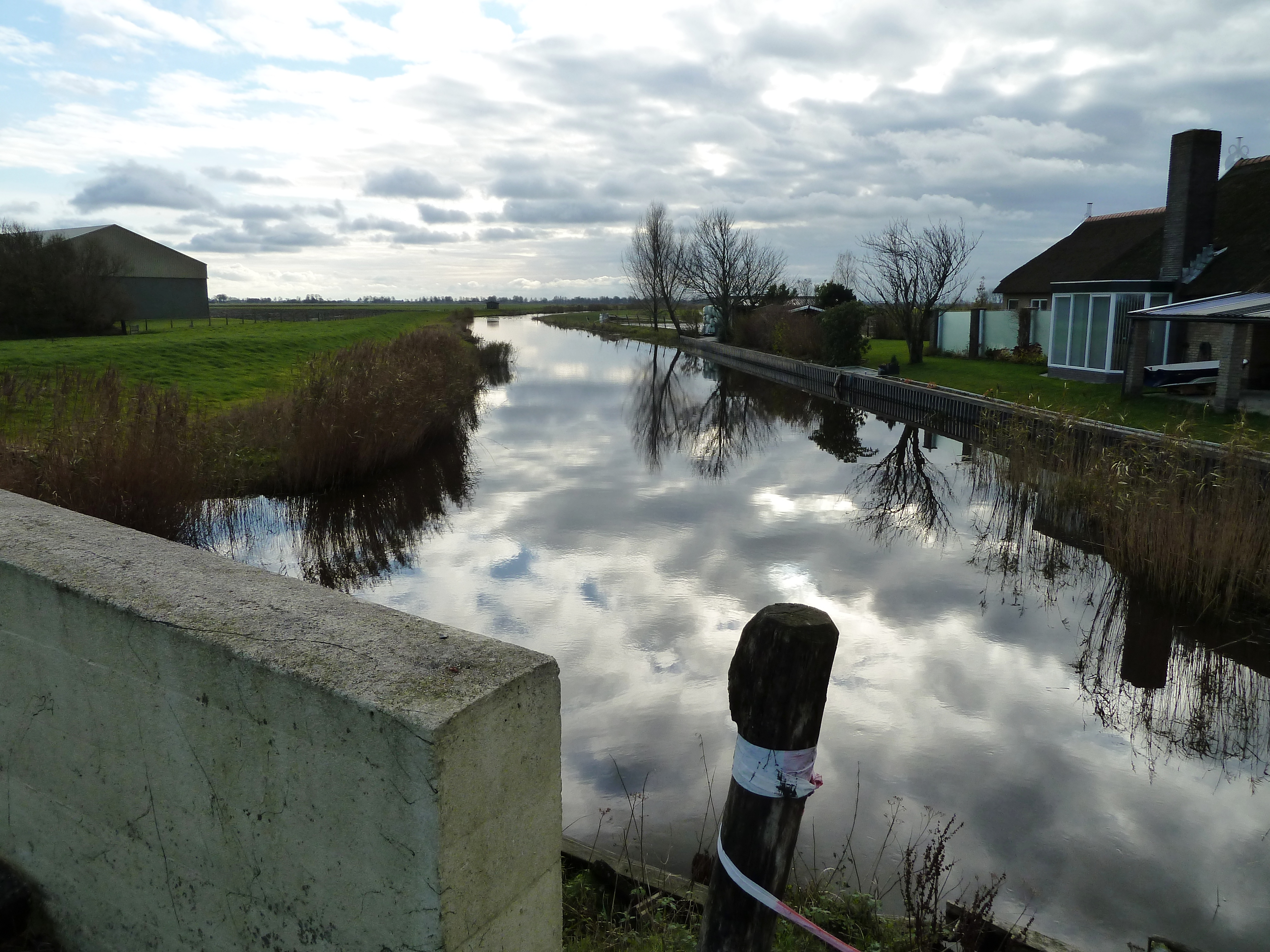
Zuiden
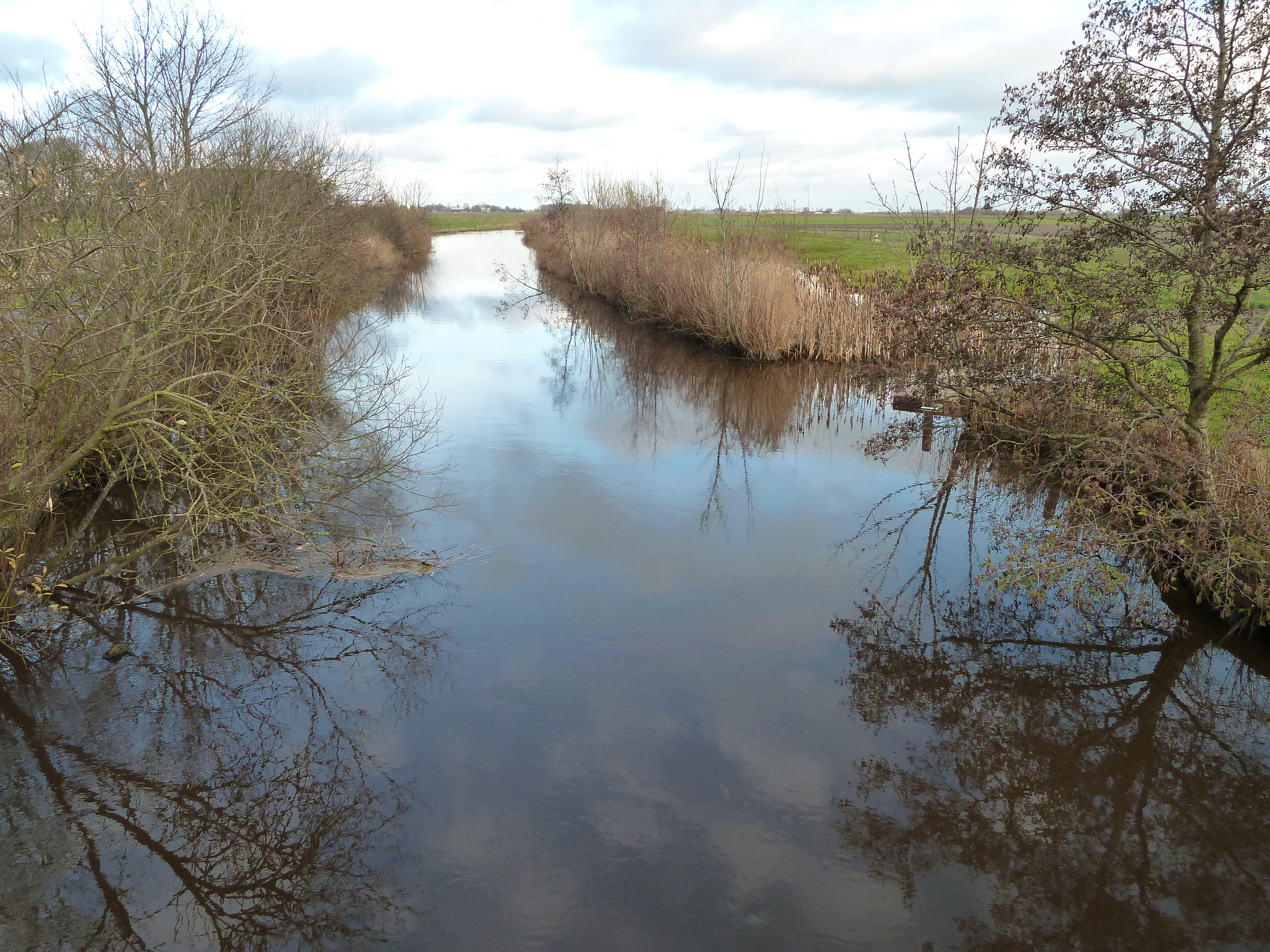
Noorden